# Paion (Paionien)
Paion (altgriechisch Παιών Paiṓn, lateinisch Paeon) ist eine Figur der  griechischen Mythologie.
Er ist der Sohn des Endymion, des Königs von Elis. Er hat zwei Brüder, Aitolos und Epeios, und eine Schwester, Eurykyda.

Paion

Endymion ließ unter seinen Söhnen in Olympia ein Wettrennen um die Thronfolge austragen. Epeios siegte und erbte das Königreich seines Vaters. Paion war darüber so unglücklich, dass er auswanderte und sich möglichst weit von der Heimat, jenseits des Flusses Axios niederließ. Die Landschaft wurde nach ihm Paionien genannt.